# Augustusmausoleum

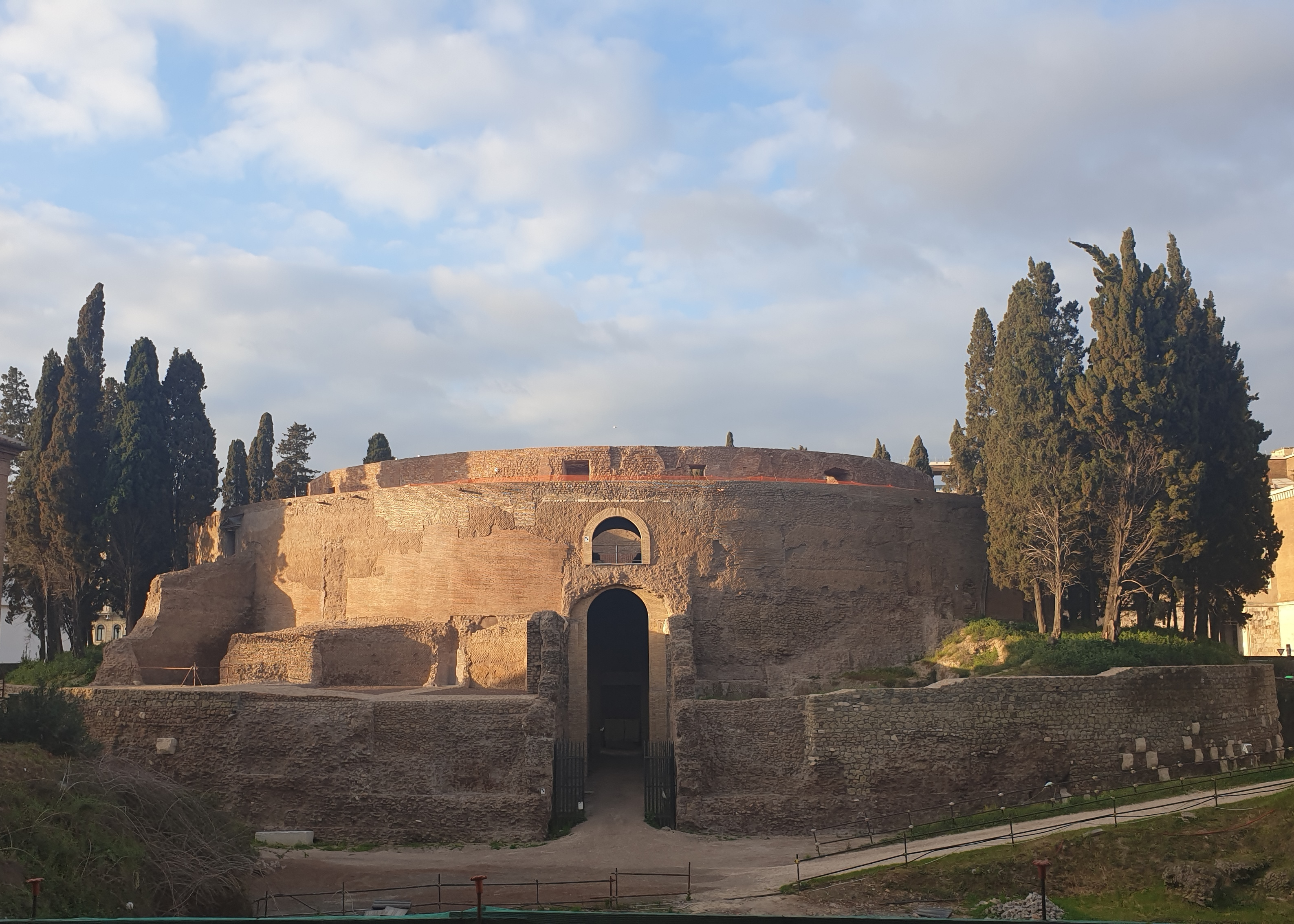
Das Augustusmausoleum 2021

Das Augustusmausoleum (italienisch Mausoleo di Augusto) auf dem Campus Martius in Rom (heute Stadtteil Campo Marzio) ist eine 29 v. Chr. von Kaiser Augustus für sich selbst errichtete Grabstätte, in der später auch einige seiner Nachfolger, weitere Angehörige der iulisch-claudischen Familie und andere bedeutende römische Persönlichkeiten beigesetzt wurden.

## Beschreibung

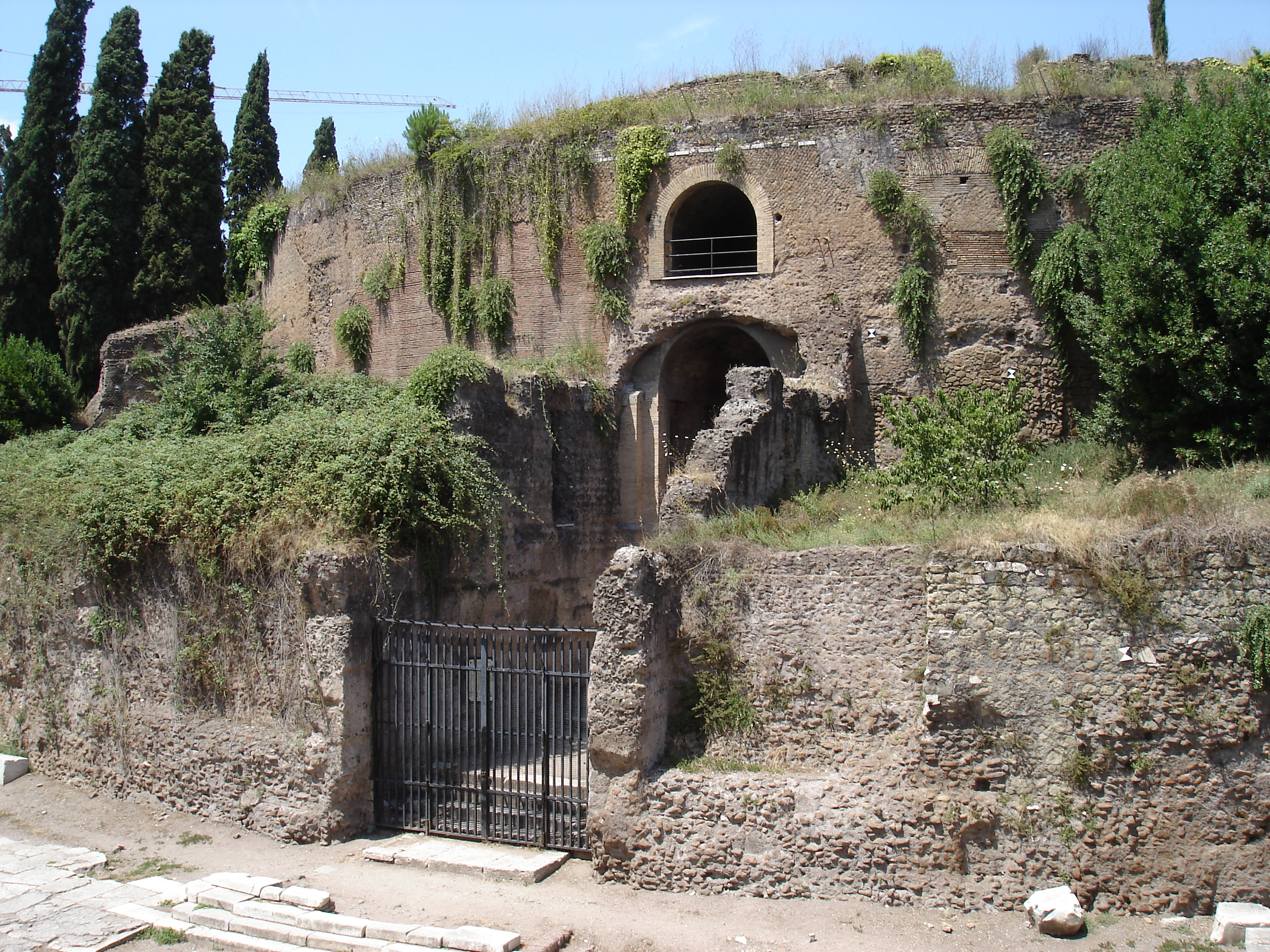
Der Eingang zum Augustusmausoleum

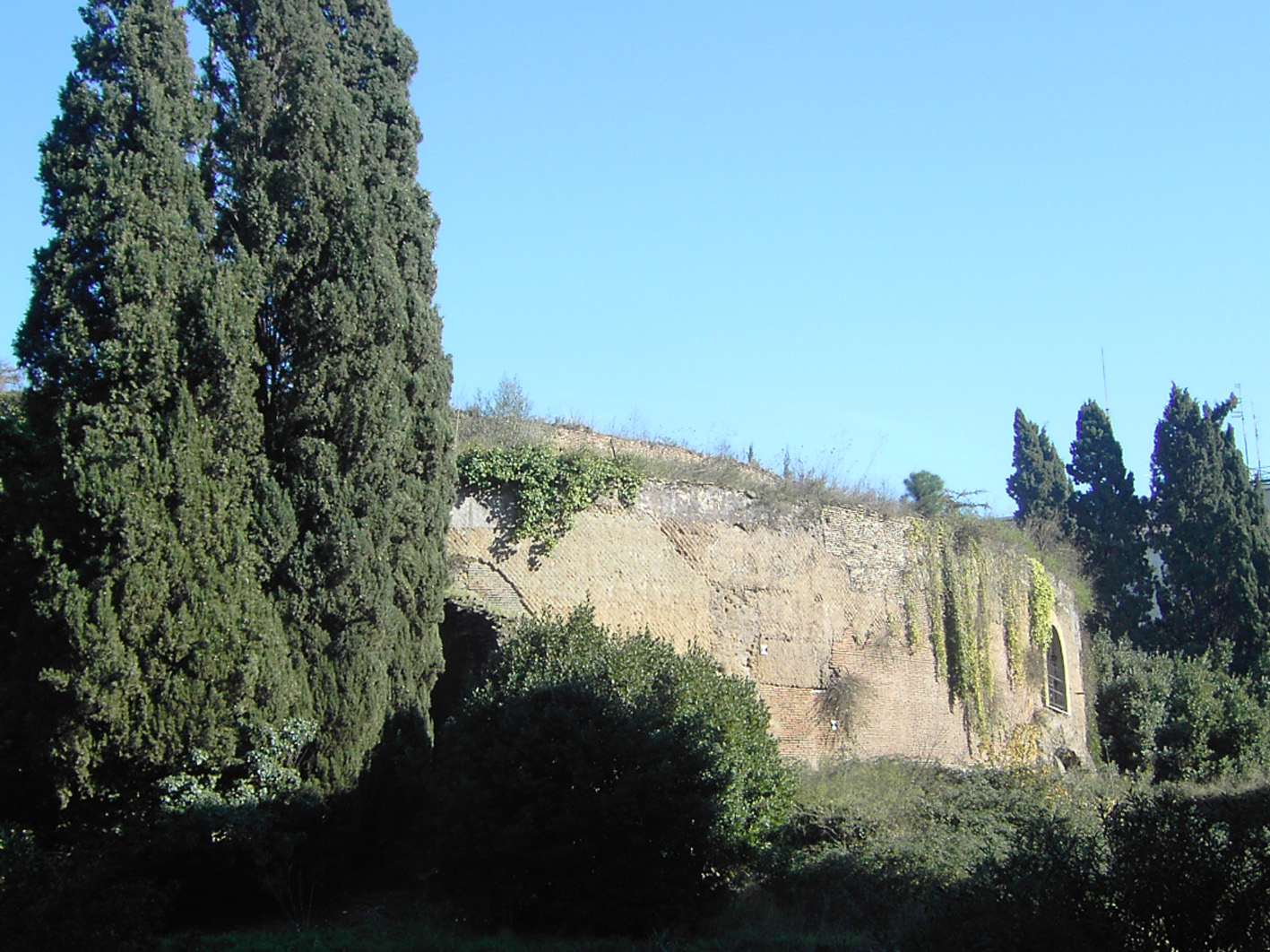
Das Augustusmausoleum in der Seitenansicht

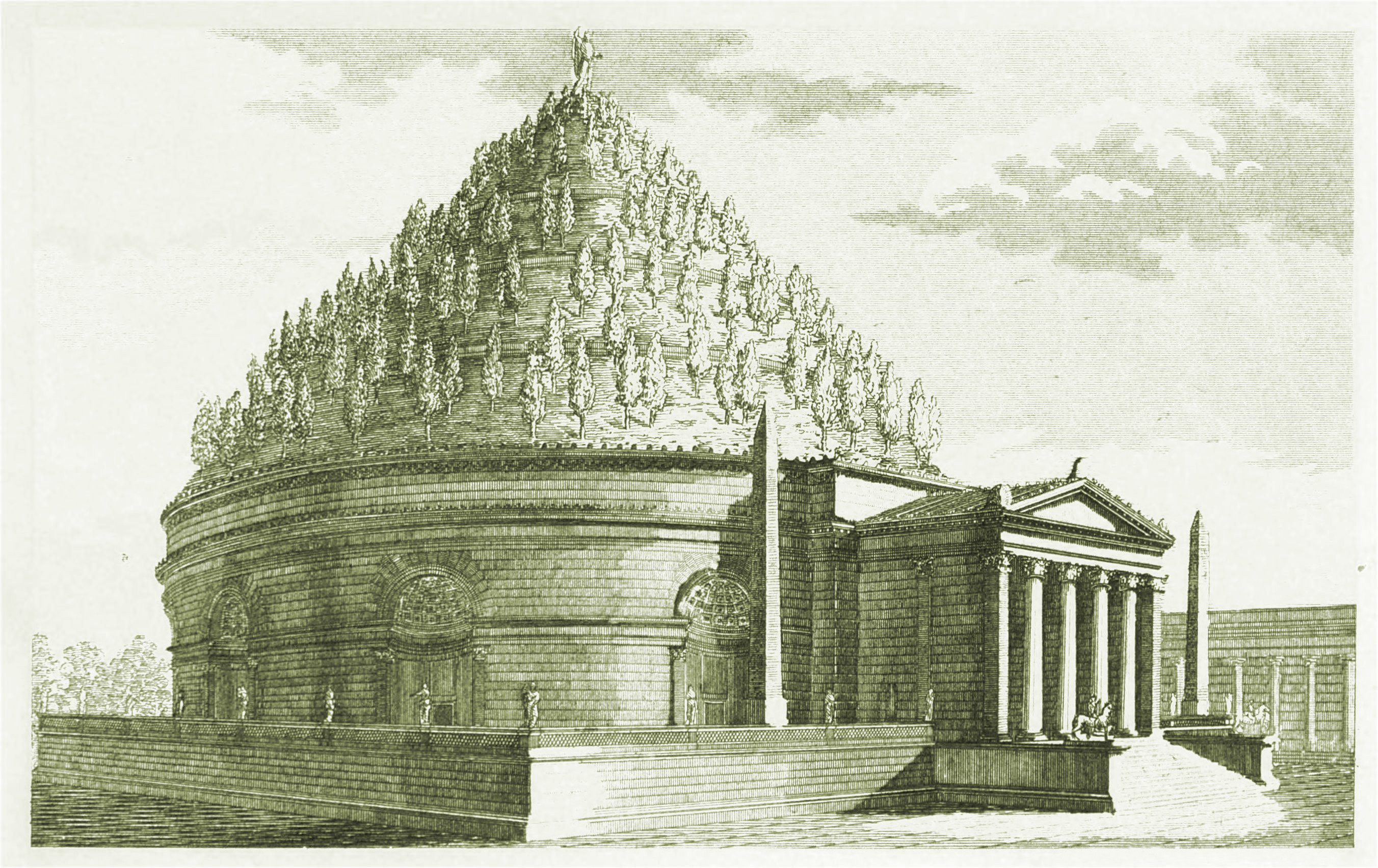
Grafische Rekonstruktion des Augustusmausoleum (1851)

Das Mausoleum befindet sich auf der Piazza Augusto Imperatore, westlich des oberen Teils der Via del Corso. Es bestand aus zwei mächtigen, übereinander stehenden, zylindrischen Blöcken, die mit römischem Travertin und Marmor verkleidet waren. Die beiden Gebäudeteile der etwa 87 Meter breiten und fast 40 Meter hohen Grabstätte waren durch einen schrägen Erdwall, der mit Bäumen bepflanzt war, getrennt. Der untere Teil des Bauwerks diente als eigentliches Grab, während der obere, kleinere Teil als Begräbnistempel fungierte. Diese Struktur mit übereinander liegenden Ebenen stammt aus der hellenistischen Grabarchitektur.

Um den Hügel herum waren fünf konzentrische Mauerringe errichtet; auf dem Gipfel stand eine metallene Statue des Kaisers. Der im Süden liegende Eingang des Grabmals wurde von Bronzetafeln flankiert, die den Rechenschaftsbericht des Kaisers, die Res gestae divi Augusti, enthielten, daneben standen zwei Obelisken.
Die Statue des Kaisers ging ebenso verloren wie die Bronzetafeln. Von den Res Gestae gibt es allerdings steinerne Kopien, da der Sohn des Augustus, angewiesen durch den Senat, dafür sorgte, dass dieser Bericht im Reich verbreitet war – einer ist zum Beispiel im Monumentum Ancyranum in Ankara (Türkei) erhalten geblieben.
Die Obelisken, der Obelisco del Quirinale und der Obelisco Esquilino, stehen heute auf der Piazza del Quirinale als Teil des Dioskurenbrunnens vor dem Palazzo del Quirinale, dem Sitz des italienischen Staatspräsidenten, sowie auf der Piazza Esquilino vor der Basilika Santa Maria Maggiore.
Vom Mausoleum selbst sind nur die unteren Teile des Kerns und Reste der Mauerringe erhalten geblieben, die im Mittelalter zu einem Kastell der römischen Adelsfamilie Colonna umgebaut worden waren.

## Restaurierungsgeschichte

### 20. Jahrhundert
1907 war der Haupteingang des Mausoleums wiederentdeckt worden. Später begingen und untersuchten die renommierten Archäologen Antonio Maria Colini und Giulio Quirino Giglioli es. Sie veröffentlichten 1926 einen Bericht im Bulletlino della Commissione archeologica del Governatorato di Roma.
1926 wurde mit Ausgrabungen am Augustusmausoleum begonnen. Im Zusammenhang mit dem aufwendig zelebrierten zweitausendsten Geburtstag des unter Mussolini wieder stärker in den Mittelpunkt gerückten ersten römischen Kaisers wurde 1936 bis 1938 das Denkmal freigelegt und rundherum nach Plänen des Architekten Vittorio Ballio Morpurgo in den Jahren 1937/40 ein rechteckiger Platz im faschistisch-rationalistischen Stil angelegt. Mussolini soll es sich selbst als seine Grabstätte auserkoren haben.

### 21. Jahrhundert
Das Mausoleum war über 80 Jahre geschlossen und wurde vor den Restaurierungsarbeiten lediglich im Jahr 2000 kurz geöffnet. 2007 begannen Archäologen ihre Arbeit im Grabmal, zudem begann eine umfangreiche Restaurierung der Anlage mit Unterstützung durch die italienische Telefongesellschaft TIM. Im März 2021 wurde das Mausoleum wieder für den Besucherverkehr geöffnet. Die Restaurierungsarbeiten sollen voraussichtlich bis 2023 abgeschlossen sein.[veraltet]

## Liste bekannter beigesetzter Persönlichkeiten
- Marcellus († 23 v. Chr.)
- Marcus Vipsanius Agrippa († 12 v. Chr.)
- Octavia Minor († 11 v. Chr.)
- Drusus († 9 v. Chr.)
- Lucius Caesar († 2 n. Chr.)
- Gaius Caesar († 4 n. Chr.)
- Publius Quinctilius Varus († 9 n. Chr.)
- Augustus († 14 n. Chr.)
- Germanicus († 19 n. Chr.)
- Drusus der Jüngere († 23 n. Chr.)
- Livia Drusilla († 29 n. Chr.)
- Nero Caesar († 30 n. Chr., nachträglich 37 n. Chr. beigesetzt)[6]
- Agrippina die Ältere († 33 n. Chr.)
- Tiberius († 37 n. Chr.)
- Caligula († 41 n. Chr.)
- Claudius († 54 n. Chr.)
- Britannicus († 55 n. Chr.)
- Poppaea Sabina († 65 n. Chr.)
- Vespasianus (? unsicher; † 79 n. Chr.)
- Nerva († 98 n. Chr.)
- Julia Domna († 217 n. Chr.)[7]